# Ixora davisii
Ixora davisii är en måreväxtart som beskrevs av Noel Yvri Sandwith. Ixora davisii ingår i släktet Ixora och familjen måreväxter. Inga underarter finns listade i Catalogue of Life.